# 부여 무량사 오층석탑
부여 무량사 오층석탑 (扶餘 無量寺 五層石塔)은 충청남도 부여군 무량사에 있는 고려 시대의 오층석탑이다. 1963년 1월 21일 대한민국의 보물 제185호로 지정되었다.
이 탑은 백제탑의 우아한 선과, 신라탑의 장중함을 모두 이어받아 조성한 것이라는 데 그 특징이 있다. 극락전 앞에 석등과 한 줄로 서 있다. 해체공사를 할 때 탑신의 1층 몸돌에서 금동제 아미타여래좌상, 지장보살상, 관음보살상의 삼존상이 나왔다. 3층에서는 금동보살상, 5층에서는 사리구(舍利具)가 발견되었다.

## 개요

무량사 오층석탑

무량사 극락전 앞에 자리하고 있는 웅장한 모습의 5층 석탑이다.
탑을 받치는 기단(基壇)은 1단으로, 둥글게 다듬은 두툼한 석재를 포함한 층단으로 괴임을 만들고 각 면의 모서리와 가운데에 기둥을 세웠다. 탑신(塔身)은 지붕돌과 몸돌을 한 층으로 하여 5층을 이루고 있다. 네 모서리에 기둥을 세우고 있는 몸돌은 지붕돌에 비하여 높이가 낮은 편이나 전체적으로 알맞은 비례를 보이고 있어 우아하면서도 장중한 느낌을 준다. 지붕돌은 얇고 넓으며 처마는 수평을 이루다가 끝에서 가볍게 들려있다. 지붕돌과 밑의 받침은 딴 돌로 구성되어 있고 받침의 수는 위로 올라갈수록 줄어들고 있다. 탑의 꼭대기에는 낮은 받침돌 위로 머리장식의 일부가 남아있다.
백제와 통일신라의 석탑 양식을 조화시켜 만든 고려 전기의 탑이라는 점에서 의미가 깊다. 백제의 옛 땅에 위치한 지리적 특성으로 백제의 기법이 이어졌고 통일신라의 시대적인 양식도 계승되었다.
해체공사를 할 때 탑신의 1층 몸돌에서 금동제 아미타여래좌상, 지장보살상, 관음보살상의 삼존상이 나왔고, 3층에서는 금동보살상, 5층에서는 사리구(舍利具)가 발견되기도 하였다.

## 출토유물

### 부여 무량사 오층석탑 출토유물
금동아미타여래좌상은 보물 제185호인 부여 무량사 오층석탑의 해체 보수 중에 발견된 불상 4구 중 하나다. 이들 불상 4구는 충남 유형문화재 제100호로 지정됐다가 1989년 7월 13일 전부 도난되었다. 이중 3구는 2001년 2월 절도범을 검거하면서 회수되었고, 나머지 불상 1구는 인천 송암미술관의 신고로 되찾았다. 이 유물은 조선 전기 불교조각사 연구에 귀중한 자료로 평가된다.

### 부여 무량사 오층석탑 출토 금동불상 일괄
'부여 무량사 오층석탑 출토 금동불상 일괄(扶餘無量寺五層石塔出土金銅佛像一括)'은 무량사 오층석탑에 봉안됐던 금동보살좌상(1구)과 금동아미타여래삼존좌상(3구)로서, 1971년 8월 오층석탑 해체 수리 과정에서 발견되었다. 1구는 고려시대의 금동보살좌상이며, 3구는 조선 초기의 금동아미타여래삼존좌상이다. 금동아미타여래삼존좌상은 좌협시(左脇侍) 관음보살상과 우협시(右脇侍) 지장보살상으로 구성되어 있다. 2020년 2월 27일 대한민국의 보물 제2060호로 지정되었다.

## 참고 자료
- 부여 무량사 오층석탑 - 국가유산청 국가유산포털